# Gymnadenia austriaca
La nigritella d'Austria (Gymnadenia austriaca (Teppner & E.Klein) P.Delforge, 1998) è una piccola pianta erbacea della famiglia delle Orchidacee.

## Etimologia
Il nome generico (Gymnadenia) deriva da due parole greche: gymnos (= nudo) e adèn (= ghiandola) e deriva dal fatto che i retinacoli (le estremità nettarifere con ghiandole vischiose per far aderire il polline agli insetti pronubi) non sono racchiusi nelle borsicole ma sono praticamente “nude”. Il termine (nigritella), deriva dal latino e si riferisce al colore scuro dei fiori della specie tipo (Nigritella nigra, ora Gymnadenia nigra). L'epiteto specifico (austriaca) indica l'origine della pianta.
Il binomio scientifico di questa pianta inizialmente era Satyrium nigrum, proposto dal botanico e naturalista svedese Carl von Linné (1707 - 1778) in una pubblicazione del 1753, modificato e perfezionato successivamente in quello attualmente accettato (Gymnadenia austriaca), proposto dai botanici Herwig Teppner, Erich Klein e Pierre Delforge in una pubblicazione del 1998.

## Descrizione
È una pianta erbacea alta mediamente 8 – 25 cm. La forma biologica è geofita bulbosa (G bulb), ossia è una pianta perenne che porta le gemme in posizione sotterranea. Durante la stagione avversa non presenta organi aerei e le gemme si trovano in organi sotterranei chiamati bulbi o tuberi, strutture di riserva che annualmente producono nuovi fusti, foglie e fiori. È un'orchidea terrestre in quanto contrariamente ad altre specie, non è “epifita”, ossia non vive a spese di altri vegetali di maggiori proporzioni.

### Radici

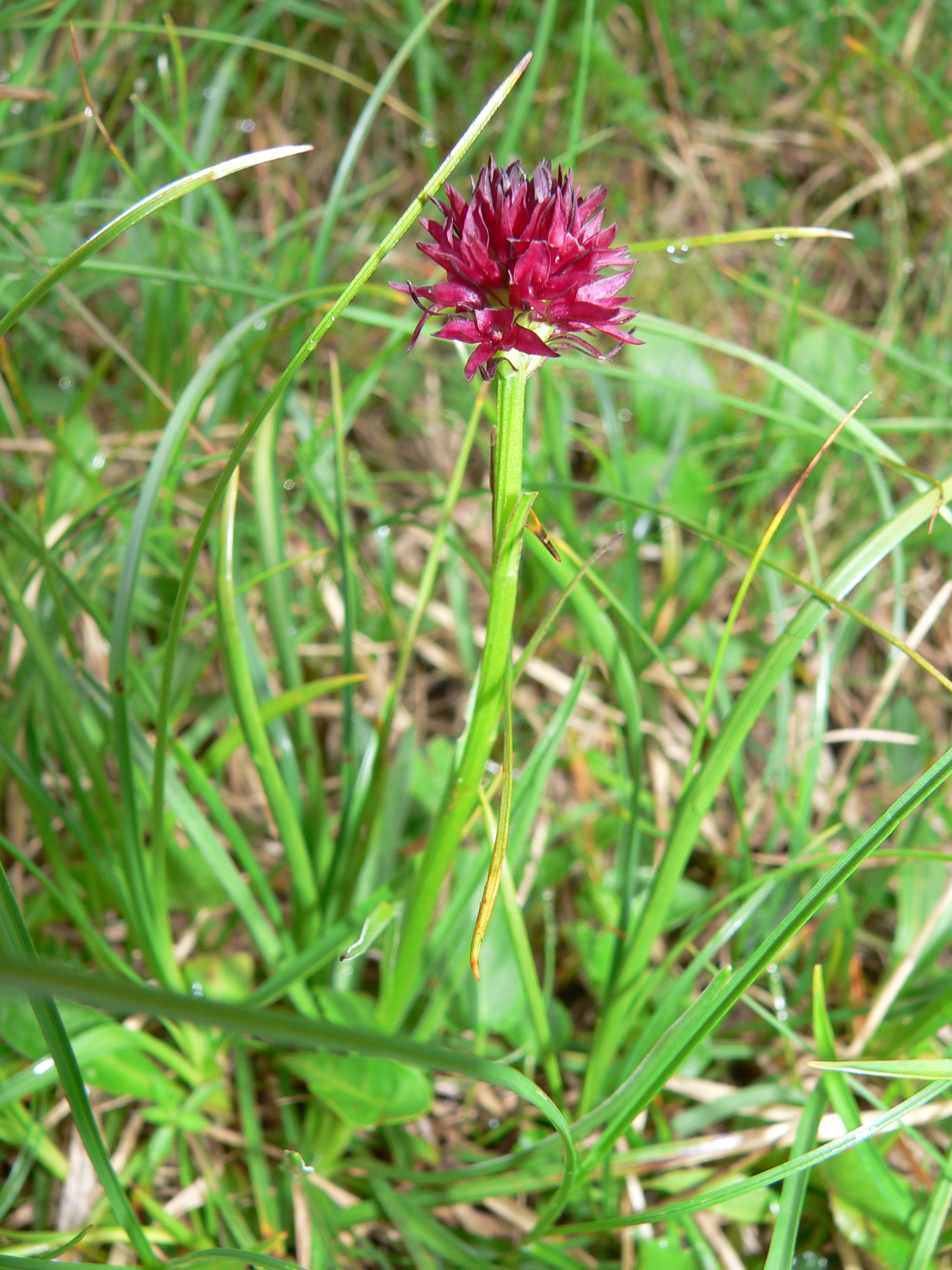

Le radici sono di tipo fascicolato e secondarie da bulbo, e sono posizionate nella parte superiore dei bulbi.

### Fusto
- Parte ipogea: la parte sotterranea del fusto è composta da alcuni piccoli bulbi ovoidali a forma digitato-lobata le cui funzioni sono quelle di alimentare la pianta, ma anche di raccolta dei materiali nutritizi di riserva.
- Parte epigea: la parte aerea del fusto è breve, semplice ed eretta. La superficie è striata.

### Foglie
- Foglie basali: sono poche e sono sviluppate normalmente a forma lineare-graminiforme.
- Foglie cauline: sono progressivamente ridotte a delle squame patenti simili a brattee.

### Infiorescenza
L'infiorescenza è una breve spiga terminale a forma globosa (tanto larga quanto alta) con molti piccoli fiori appressati (si ricoprono uno con l'altro) e non contorti sull'asse (il labello si trova nella posizione originaria superiore). I fiori si trovano alle ascelle di brattee lunghe quanto i fiori stessi. Le brattee sono verdognole alla base, ma abbrunate all'apice con bordi rosso-vinosi. I margini di queste brattee possono essere papillosi. Dimensione della spiga: larghezza 1,1 cm; altezza 0,8 cm.

### Fiore
I fiori sono ermafroditi ed irregolarmente zigomorfi, pentaciclici (perigonio a 2 verticilli di tepali, 2 verticilli di stami (di cui uno solo fertile – essendo l'altro atrofizzato), 1 verticillo dello stilo). I fiori sono colorati di rosso-bruno in una tonalità molto scura (non nerastra come la “nigra”). Dimensione dei fiori: 6 – 10 mm.
- Formula fiorale: per queste piante viene indicata la seguente formula fiorale:

X, P 3+3, [A 1, G (3)], infero, capsula

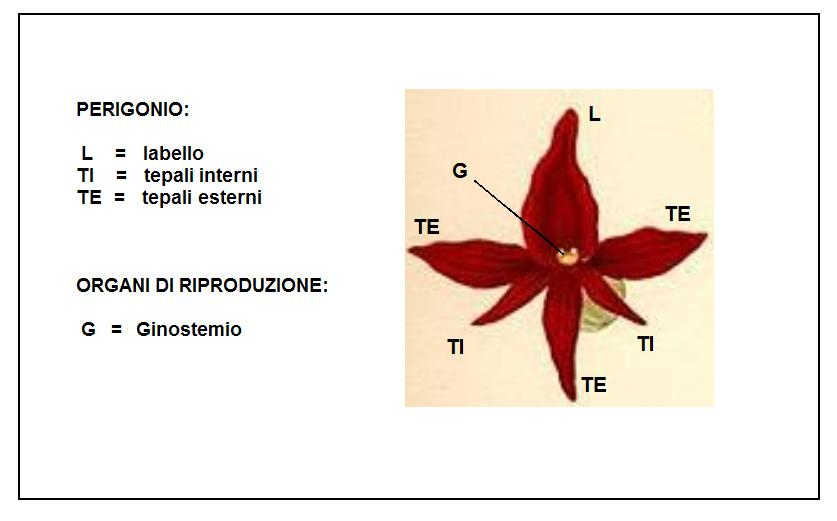
Descrizione del perigonio

- Perigonio: il perigonio è composto da 2 verticilli con 3 tepali (o segmenti) ciascuno (3 interni e 3 esterni). Tutti i segmenti sono molto simili tra di loro (a parte il labello) ed hanno una forma lanceolata con apice acuto (i due interni sono lievemente più stretti). La disposizione di questi segmenti è ricurva e arcuata all'infuori e all'indietro.
- Labello: il labello è intero e semplice (non diviso in due parti). Rispetto ad altre orchidee è più simili agli altri tepali, ma solamente un po' più grande e più aperto. I margini possono essere ondulati; l'apice è acuto. Sul retro è presente un piccolo sperone. Dimensione del labello: 10 mm.
- Ginostemio: lo stame con le rispettive antere (in realtà si tratta di una sola antera fertile biloculare – a due logge) è concresciuto (o adnato) con lo stilo e lo stigma e forma una specie di organo colonnare chiamato "ginostemio"[5]. In questa specie quest'organo è molto corto. Il polline è conglutinato in pollinii (o masse polliniche). Le masse polliniche sono collegate al retinacolo tramite una caudicola. Il retinacolo consiste in una ghiandola vischiosa sporgente e nuda (privo di borsicola). L'ovario, sessile in posizione infera è formato da tre carpelli fusi insieme[3], e non è contorto.
- Fioritura: da giugno a luglio.

### Frutti
Il frutto è una capsula. Al suo interno sono contenuti numerosi minutissimi semi piatti. Questi semi sono privi di endosperma e gli embrioni contenuti in essi sono poco differenziati in quanto formati da poche cellule. Queste piante vivono in stretta simbiosi con micorrize endotrofiche, questo significa che i semi possono svilupparsi solamente dopo essere infettati dalle spore di funghi micorrizici (infestazione di ife fungine). Questo meccanismo è necessario in quanto i semi da soli hanno poche sostanze di riserva per una germinazione in proprio.

## Biologia
La riproduzione di questa pianta può avvenire in due modi: 
- per via sessuata (poco frequente) grazie all'impollinazione degli insetti pronubi; la germinazione dei semi è tuttavia condizionata dalla presenza di funghi specifici (i semi sono privi di albume – vedi sopra). La disseminazione è di tipo anemocora.
- per via vegetativa in quanto uno dei bulbi possiede la funzione vegetativa per cui può emettere gemme avventizie capaci di generare nuovi individui (riproduzione apomittica[7]).
- Impollinazione: il labello di questa orchidea non è molto vistoso (come in altre orchidee) in quanto non ha una funzione attrattiva primaria per gli insetti impollinatori. Questi sono tipicamente delle farfalle che sono attratte di più dall'insieme dell'infiorescenza e dai suoi profumi. Inoltre il labello essendo specializzato per le farfalle non è resupinato (ruotato di 180°) per facilitare l'accesso al nettario contenuto nello sperone ad altri insetti con proboscide più grande[8].

## Distribuzione e habitat
- Geoelemento: il tipo corologico (area di origine) è Subendemico ma anche Orofita - Sud Ovest Europeo.
- Distribuzione: nelle Alpi questa specie occupa soprattutto la parte orientale. Il suo areale non è ancora ben definito, potrebbe essere posizionato tra le Dolomiti e l'Austria. Nella zona occidentale delle Alpi (probabilmente fuori dai confini italiani) potrebbe essere confusa con la specie simile Nigritella nigra subsp. iberica Teppner & E.Klein (anche questa ancora in fase di studio). Sugli altri rilievi europei è segnalata nei Pirenei, Massiccio Centrale e Massiccio del Giura.
- Habitat: l'habitat tipico di questa orchidea sono le praterie rase subalpine e alpine su suoli di tipo prevalentemente dolomitico. Il substrato preferito è calcareo con pH basico, bassi valori nutrizionali del terreno che deve essere mediamente umido.
- Distribuzione altitudinale: sui rilievi queste piante si possono trovare da 1700 fino a 2600 m s.l.m.; frequentano quindi i seguenti piani vegetazionali: subalpino e alpino.

### Fitosociologia
Dal punto di vista fitosociologico Gymnadenia austriaca appartiene alla seguente comunità vegetale:
Formazione: delle comunità delle praterie rase dei piani subalpino e alpino con dominanza di emicriptofite.
Classe: Elyno-Seslerietea variae
Ordine: Seslerietalia variae

## Tassonomia
Il numero cromosomico di G. austriaca è: 2n = 80; quindi rispetto alle altre “nigritelle” è una entità tetraploide.

### Variabilità
A causa della prevalente riproduzione di tipo apomittico (riproduzione asessuata), e quindi di scarso scambio di polline tra fiore e fiore, la variabilità genetica è ridotta al minimo; le differenze morfologiche (minime) riscontrabili in individui in stazioni diverse sono causate soprattutto dall'ambiente (substrato, umidità, clima, quota, posizione rispetto al sole, ecc.).

### Sinonimi
- Nigritella austriaca Teppner & E.Klein (1990) (basionimo)
- Nigritella nigra subsp. austriaca Teppner & E.Klein, 1990
- Gymnadenia nigra subsp. austriaca (Teppner & E.Klein) Teppner & E.Klein

### Specie simili
Tutte le “nigritelle” sono molto simili una con l'altra; in particolare l'orchidea di questa voce può facilmente essere confusa con la Gymnadenia rhellicani (Teppner & E.Klein) Teppner & E.Klein (sinonimo: Nigritella nigra subsp. rhellicani (Teppner & E.Klein) H.Baumann, Künkele & R.Lorenz). La “rhellicani” differisce soprattutto per la forma dell'infiorescenza più allungata.
Nelle Alpi Occidentali (non in Italia) una specie molto simile è [Gymnadenia austriaca var. gallica (E.Breiner & R.Breiner) P.Delforge (snonimo: Nigritella nigra subsp. iberica Teppner & E.Klein (1993)).

## Conservazione
Come tutte le orchidee è una specie protetta e quindi ne è vietata la raccolta e il commercio ai sensi della Convenzione sul commercio internazionale delle specie minacciate di estinzione (CITES).

## Usi

### Giardinaggio
L'unico interesse per questa orchidea è nel giardinaggio rustico o alpino. Ha bisogno di una terra tipo castagno mista a sabbia, in una posizione soleggiata ma fresca al riparo della pioggia battente.